# Sulayman Sufi
Sulayman Sufi fou un amir de la tribu Kungrat, del clan Sufi, que va accedir al poder vers el 1380 a Coràsmia. A vegades esmentat com amir i a vegades com a xah. El 1379 Tamerlà va conquerir Urganj i el governant sufi, Yusuf Sufi, va morir probablement a causa d'una epidèmia. Dos amirs governadors timúrides van exercir el poder, però la influència dels sufis era molt forta entre els nòmades i segurament el 1380 o 1381 havien recuperat el poder efectiu a la província, sempre amenaçats per Tamerlà.
Segurament els Sufi van buscar aliats i el 1387 o poc abans havien pogut establir una aliança amb Toktamish de la després anomenada l'Horda d'Or. En aquest any nòmades de Coràsmia van envair Transoxiana en cooperació amb algunes hordes que reconeixien a Toktamish. Se'ls van unir els jats o mogols, els antics adversaris de Tamerlà del Mogolistan, que esperaven obtenir botí. Les operacions foren principalment de saqueig, i només a Bukharà es va intentar algun moviment coordinat de soldats. Hi van haver saqueijos cap a la vall del Qashqa Darya (amb Karshi com a lloc mes afectat) i també mes al sud però els nòmades de Coràsmia en general no van arribar tant lluny. Finalment els saqueijjadors es van retirar
Tamerlà va retornar a Transoxiana i va sortir immediatament cap a Coràsmia. Va acampar a Egryar enviant per endavant als prínceps tuluïdes, Konge i Timur Kutluq, dos prínceps que havien abandonat el partit de Toktamish i passat al servei de Timur; al riu Bagdadek van enviar un explorador endavant per informar-se i es va localitzar el bestiar del príncep tuluïda Ilikmish, casat amb la germana de Sulayman Suf, que guardava un pastor; aquest i el bestiar foren agafats i enviats a Timur. Aquest va seguir fin al riu Khedris (que marcava la frontera entre Transoxiana i Coràsmia) i allí un desertor dels enemics els va informar que Sulayman Sufi i Ilikmish havien fugit de Coràsmia. Timur va enviar a Miran Shah amb cinc regiments a perseguir als dos prínceps. Timur va entrar a Urganj i una part de la població fou massacrada i va obligar a la resta a traslladar-se a Samarcanda. Quan les ciutats es resistien Timur mostrava una gran crueltat. Urganj fou arrasada i la matança va durar deu dies al final dels quals només quedava en peu una mesquita; sobre el que havia estat la ciutat va fer sembrar ordi. El sistema de reg extensiu, que regava un gran nombre de camps i que fonamentava tota l'activitat agrícola, va ser sistemàticament destruït. Urganj es va deixar al desert. En els anys següents, es va recuperar gradualment, però mai no va recuperar el seu esplendor i amb el temps va ser desplaçada per la veïna ciutat de Khivà com a capital de Coràsmia. Després d'això Timur va retornar a Samarcanda. Segurament Tamerlà va establir un governador a Coràsmia.
El 1391 Sulayman Sufi es esmentat com amir a les files de Toktamish durant la gran expedició de Tamerlà contra el kan. S'esmenta també un altre amir dels Kungrat, Nuruz Kungrat, però no pertanyia al clan Sufi.
Yaik Sufi és esmentat el 1393 a les files de Tamerlà en una campanya al Kurdistan, el que indicaria que algun príncep ja havia passat al seu servei. Es creu que els Sufi conservaven un cert poder tradicional entre els grups nòmades de Coràsmia però el poder allí era exercit pels governadors timúrides.